# Хэнкок, Люк
Патрик Лукас «Люк» Хэнкок (англ. Patrick Lucas "Luke" Hancock; родился 30 января 1990 года в Роаноке, штат Виргиния, США) — американский баскетболист, в настоящее время работающий финансовым консультантом. Чемпион Национальной ассоциации студенческого спорта (NCAA) в сезоне 2012/2013, в котором был признан самым выдающимся игроком турнира NCAA, став первым обладателем этой награды, не являющимся игроком стартовой пятёрки, а выходившим на площадку со скамейки запасных. После завершения карьеры в студенческом баскетболе, в 2014 году Хэнкок недолго выступал за греческий профессиональный клуб «Паниониос». В 2015 он завершил баскетбольную карьеру из-за травмы и стал работать в сфере финансов.

## Ранние годы
Люк Хэнкок родился 30 января 1990 года в городе Роанок (штат Виргиния) в семье Уильяма и Вениции Хэнкок. Люк был самым младшим из шести детей в семье, у него четверо старших братьев и сестра. Хэнкок учился в старшей школе Хидден-Вэли в Роаноке, был игроком школьной баскетбольной команды. Хотя Хэнкок был удостоен включения в символическую сборную лучших игроков штата, во время учёбы в школе не получил ни одного предложения стипендии от университетов. Он поступил в военную академию Харгрейв, имеющую статус учебного заведения начальной подготовки, и стал игроком её баскетбольной команды, которую тренировал Кевин Киттс. Во время одной из тренировочных игр за Хэнкоком наблюдал Джим Лараньяга — главный тренер баскетбольной команды Университета Джорджа Мейсона. Люк набрал всего два очка и не произвёл впечатление на тренера. Но помощники убедили Лараньягу дать игроку шанс, и тот предложил Хэнкоку спортивную стипендию в своём университете.

## Колледж
В 2009 году Хэнкок поступил в Университет Джорджа Мейсона. Он провёл два сезона, выступая за университетскую баскетбольную команду «Джордж Мейсон Патриотс» под руководством Лараньяги. В дебютном сезоне Хэнкок был включён в сборную новичков конференции CAA, во втором сезоне — в третью сборную звёзд конференции. Он проявил свои лидерские качества и показал умение играть бескорыстно, жертвуя собственной результативностью ради победы команды. Также в команде Хэнкок ценился за умение брать на себя игру в финальном отрезке матчей. В общей сложности за «Патриотс» Хэнкок сыграл 65 игр, в которых набрал 604 очка (9,3 в среднем за игру).
После завершения сезона 2010/2011 Лараньяга получил работу в Университете Майами и перешёл туда вместе со всем своим тренерским штабом. Хэнкок принял решение перевестись в другой университет. Ему предлагал стипендию Сет Гринберг, главный тренер баскетбольной команды Политехнического университета Виргинии, но Хэнкок предпочёл снова работать с Кевином Киттсом, который стал ассистентом главного тренера в Луисвиллском университете. После перевода в другой университет по правилам Национальной ассоциации студенческого спорта Хэнкок должен был пропустить сезон студенческого чемпионата, но мог тренироваться вместе с командой.
Летом 2012 года тренер «Луисвилл Кардиналс» Рик Питино назначил Хэнкока, не сыгравшего ещё ни одного официального матча на новом месте, одним из капитанов команды. Партнёры высоко отзывались о лидерских способностях Люка, отмечая его готовность помогать товарищам. Перед началом сезона Хэнкок травмировал плечо, на котором уже делалась операция после аналогичной травмы во время выступлений за «Пэтриотс», но смог быстро вернуться в строй. Он не получил места в стартовой пятёрке «Кардиналс», однако даже в качестве запасного сыграл решающую роль в двух последних играх турнира NCAA 2013 года. В полуфинальной игре против «Уичита Стэйт Шокерс» Хэнкок набрал 20 очков, которые помогли его команде победить. Он стал главным героем и в финальном матче против «Мичиган Вулверинс». В конце первой половины игры Хэнкок забросил четыре трёхочковых броска, сократив отставание своей команды с 12 очков до одного. Всего же он в финале набрал 22 очка, повторив личный рекорд результативности. Это позволило его команде выиграть матч, а вместе с ним и турнир. Хэнкок был признан самым выдающимся игроком баскетбольного турнира NCAA, став первым обладателем этой награды, выходившим на площадку со скамейки запасных.
В июле 2013 года Хэнкок выступал за сборную США на летней Универсиаде в Казани, а также он нёс американский флаг на церемонии открытия. На турнире американская сборная выступила неудачно, заняв лишь 9-е место. Сезон 2013/2014 стал последним для Хэнкока в студенческом баскетболе. С «Кардиналс» он дошёл до 1/8 финала турнира NCAA, где его команда уступила «Кентукки Уайлдкэтс». За два года в Луисвилле Хэнкок сыграл 76 игр, в которых набрал 766 очков (10,1 в среднем за игру).

## Профессиональная карьера
Хэнкок не был выбран на драфте НБА 2014 года. Он играл за «Орландо Мэджик» в Летней лиге в Орландо и за «Хьюстон Рокетс» в Летней лиге в Лас-Вегасе. 24 сентября 2014 года он подписал контракт с «Мемфис Гриззлис», но 13 октября, после тренировочных сборов и одной сыгранной предсезонной игры, был отчислен из команды.
4 ноября 2014 года Хэнкок подписал контракт с греческим клубом «Паниониос». Сыграв всего шесть матчей за новую команду, он потянул икроножную мышцу. Травма заставила его задуматься о своём будущем вне спорта. Восстанавливаясь, Хэнкок стал учиться на финансового консультанта. Он пытался вернуться в баскетбол, но травмировал ахиллово сухожилие, после чего принял решение завершить карьеру. В марте 2015 года он вернулся в Луисвилл и устроился работать в компанию Lamkin Wealth Management финансовым консультантом.

## Статистика
| Сезон     | Команда       | И  | ИС | МИН  | ПП%  | 3О%  | ШБ%  | ПДБ | ПРД | ПРХ | БЛ  | ПФ  | ПТР | ОЧК  |
| 2009/2010 | Джордж Мейсон | 32 | 5  | 23,0 | 50,3 | 32,4 | 69,2 | 3,5 | 3,0 | 0,8 | 0,3 | 2,1 | 2,3 | 7,7  |
| 2010/2011 | Джордж Мейсон | 33 | 30 | 28,6 | 49,4 | 35,9 | 81,0 | 4,2 | 4,3 | 1,0 | 0,5 | 2,4 | 2,3 | 10,9 |
| 2012/2013 | Луисвилл      | 40 | 8  | 22,4 | 42,9 | 39,9 | 76,1 | 2,6 | 1,4 | 1,0 | 0,1 | 2,1 | 1,0 | 8,1  |
| 2013/2014 | Луисвилл      | 36 | 21 | 23,9 | 40,8 | 34,5 | 82,9 | 2,6 | 2,2 | 1,0 | 0,2 | 2,6 | 1,5 | 12,3 |

| Сезон     | Команда   | И | ИС | МИН  | ПП%  | 3О%  | ШБ%  | ПДБ | ПРД | ПРХ | БЛ  | ПФ  | ПТР | ОЧК  |
| 2014/2015 | Паниониос | 6 | 4  | 27,3 | 47,4 | 44,4 | 73,3 | 2,0 | 2,3 | 1,7 | 0,0 | 3,7 | 3,2 | 12,8 |